# Fritz Ernst (Literaturwissenschaftler)

Fritz Ernst (ca. 1945)

Fritz Ernst (* 14. Juni 1889 in Winterthur; † 26. März 1958 in Zürich) war ein Schweizer Literaturwissenschaftler und Essayist.

## Leben
Ernst studierte Germanistik in Berlin und Zürich, u. a. bei Adolf Frey. 1915 promovierte er mit einer Dissertation über romantische Ironie. Von 1917 bis 1947 arbeitete er als Gymnasiallehrer an der Töchterschule Zürich. Er war ab 1943 Professor für Literaturgeschichte an der ETH Zürich und ab 1948 Professor für Komparatistik an der Universität Zürich. Seit 1950 war er Mitglied der Deutschen Akademie für Sprache und Dichtung.
Ernst verfasste (essayistische) Literaturstudien konservativ-kulturkritischer Art. Zur Zeit des Dritten Reichs und der Geistigen Landesverteidigung sowie darüber hinaus versuchte er, der Schweiz ein geistiges Fundament zu geben.
Sein Sohn Klaus Ernst (1924–2010) wurde Psychiater und Direktor der Psychiatrischen Universitätsklinik Zürich.

## Schriften (Auswahl)
- Die romantische Ironie. Zürich: Schulthess & Co. 1915. (Diss.)
- Studien zur europäischen Literatur. Zürich: Verlag der Neuen Schweizer Rundschau 1930.
- Die Schweiz als geistige Mittlerin von Muralt bis Jacob Burckhardt. Zürich: Verlag der Neuen Schweizer Rundschau 1931.
- Wilhelm Tell. Blätter aus seiner Ruhmesgeschichte. Zürich: Fretz & Wasmuth 1936; Zürich: Schweizer Verlagshaus 1979, ISBN 3-7263-6245-2.
- Die Sendung des Kleinstaats. Ansprachen und Aussprachen. Zürich: Atlantis 1940.
- Krieg und Frieden. Texte ausgew. von Fritz Ernst. Erlenbach-Zürich: Rentsch 1940.
- Aus Goethes Freundeskreis. Studien um Peter im Baumgarten. Erlenbach: Rentsch 1941; Berlin: Suhrkamp 1955 (Bibliothek Suhrkamp; Band 30).
- Naturgefühl und Vaterlandsliebe. Gesellschaft Ehemaliger Studierender der ETH, Glarus: Tschudi 1945 (Festvorträge der G.E.P.; 1).
- Essais. 3 Bände. Zürich: Fretz & Wasmuth 1946.
- Vom Heimweh. Zürich: Fretz & Wasmuth 1949.
- Das Wunder Pestalozzi. Essai. St. Gallen: Tschudy 1951.
- Von Zürich nach Weimar. 100 Jahre geistiges Wachstum 1732–1832. Zürich: Artemis 1953.
- Der Helvetismus. Zürich: Fretz & Wasmuth 1954.
- Gibt es eine schweizerische Nationalliteratur? St. Gallen: Tschudy 1955.
- Späte Essais. Zürich: Atlantis 1963.